# Клікітат (Вашингтон)
Клікітат (англ. Klickitat) — переписна місцевість (CDP) в США, в окрузі Клікітат штату Вашингтон. Населення — 320 осіб (2020).

## Географія
Клікітат розташований за координатами 45°49′5″ пн. ш. 121°9′45″ зх. д. / 45.81806° пн. ш. 121.16250° зх. д. (45.817976, -121.162569).  За даними Бюро перепису населення США в 2010 році переписна місцевість мала площу 2,43 км², уся площа — суходіл.

## Демографія
Згідно з переписом 2010 року, у переписній місцевості мешкали 362 особи в 144 домогосподарствах у складі 90 родин. Густота населення становила 149 осіб/км².  Було 173 помешкання (71/км²).
Расовий склад населення:
| - 91,7 % — білих - 3,6 % — корінних американців - 0,6 % — чорних або афроамериканців |

До двох чи більше рас належало 4,1 %. Частка іспаномовних становила 3,0 % від усіх жителів.
За віковим діапазоном населення розподілялося таким чином: 22,1 % — особи молодші 18 років, 62,4 % — особи у віці 18—64 років, 15,5 % — особи у віці 65 років та старші. Медіана віку мешканця становила 39,6 року. На 100 осіб жіночої статі у переписній місцевості припадало 104,5 чоловіків;  на 100 жінок у віці від 18 років та старших — 98,6 чоловіків також старших 18 років.
Середній дохід на одне домашнє господарство  становив 38 702 долари США (медіана — 30 735), а середній дохід на одну сім'ю — 47 344 долари (медіана — 43 125). За межею бідності перебувало 18,1 % осіб, у тому числі 23,1 % дітей у віці до 18 років та 6,7 % осіб у віці 65 років та старших.
Цивільне працевлаштоване населення становило 185 осіб. Основні галузі зайнятості: освіта, охорона здоров'я та соціальна допомога — 27,6 %, роздрібна торгівля — 24,3 %, транспорт — 14,6 %, виробництво — 9,7 %.